# Giao hưởng số 2 (Tchaikovsky)

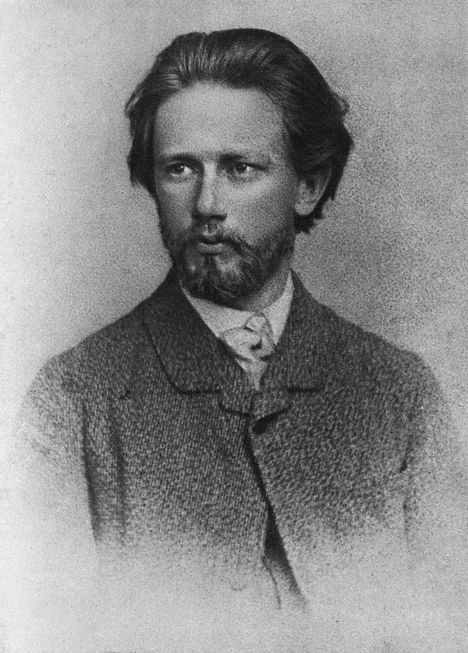
Giao hưởng số 2 (Tchaikovsky)

Giao hưởng số 2, cung Đô thứ , Op. 17 là bản giao hưởng của nhà soạn nhạc người Nga Pyotr Ilyich Tchaikovsky. Ông viết bản giao hưởng này vào năm 1872, sau đó sửa lại vào năm 1879. Bản giao hưởng đã thể hiện lòng nhiệt thành với tư tưởng dân tộc Nga mà The Five đã truyền cho ông.